# لوك هارانجودي
لوك هارانجودي (بالإنجليزية: Luke Harangody)‏ مواليد 2 يناير 1988 في ديكادور، هو لاعب كرة سلة أمريكي بدأ مسيرته الاحترافية في سنة 2010 حيث تم اختياره من قبل فريق بوسطن سيلتكس خلال الدرافت ويحمل الرقم 44. يبلغ طوله 6 قدم 8 بوصة (2.0 م).

## فرق لعب لها
- بوسطن سيلتكس
- كليفلاند كافالييرز
- فالنسيا باسكت

## إحصائيات المسيرة

### الرابطة الوطنية لكرة السلة

#### الموسم الاعتيادي
| السنة   | الفريق             | لعب | بدأ | دقيقة | ميداني% | ثلاثية | حرة  | ارتداد | صنع | استلاب | تصدي | نقطة |
| ------- | ------------------ | --- | --- | ----- | ------- | ------ | ---- | ------ | --- | ------ | ---- | ---- |
| 2010–11 | بوسطن سيلتكس       | 28  | 0   | 8.6   | .394    | .200   | .625 | 2.0    | 0.4 | 0.1    | 0.3  | 2.3  |
| 2010–11 | كليفلاند كافالييرز | 21  | 0   | 19.0  | .378    | .250   | .778 | 4.2    | 1.0 | 0.5    | 0.5  | 6.2  |
| 2011–12 | كليفلاند كافالييرز | 21  | 1   | 11.0  | .354    | .238   | .750 | 2.5    | 0.3 | 0.3    | 0.1  | 2.9  |
| المسيرة |                    | 70  | 1   | 12.4  | .376    | .241   | .737 | 2.8    | 0.5 | 0.3    | 0.3  | 3.6  |

## روابط خارجية
- لوك هارانجودي على موقع الدوري الأوروبي لكرة السلة (الإنجليزية)
- لوك هارانجودي على موقع إن بي أي (الإنجليزية)
- لوك هارانجودي على موقع سبورتس رفرنس (الإنجليزية)
- لوك هارانجودي على موقع الدوري الإسباني لكرة السلة (الإسبانية)
- لوك هارانجودي على موقع كرة السلة الأوروبية.كوم (الإنجليزية)
- لوك هارانجودي على موقع إي إس بي إن.كوم (الإنجليزية)
- لوك هارانجودي على موقع كلية كرة السلة في سبورتس رفرنس.كوم (الإنجليزية)
- لوك هارانجودي على موقع ريلجم (الإنجليزية)
- لوك هارانجودي على موقع بروبوليرز (الإنجليزية)
- لوك هارانجودي على موقع سبورتس رفرنس (الإنجليزية)